# Sredn'aja Hill
Sredn'aja Hill är en kulle i Antarktis. Den ligger i Östantarktis. Australien gör anspråk på området. Toppen på Sredn'aja Hill är 56 meter över havet.
Terrängen runt Sredn'aja Hill är huvudsakligen platt. Trakten är obefolkad. Det finns inga samhällen i närheten. 